# Portavogie
Portavogie (Iers: Port an Bhogaigh ) is een plaats in het Noord-Ierse borough Ards and North Down, gelegen in het historische graafschap County of Down aan de oostkust van het Ards-schiereiland. Portavogie telde bij de volkstelling van 2011 2.122 inwoners, 10 jaar eerder waren dit er maar 1.593. Van de bevolking is 95,9% protestant en 2,4% katholiek.
Portavogie is de meest oostelijke nederzetting van het hele Ierse eiland.
Het vissersdorp aan de Ierse Zee heeft een moderne haven met een grote vissersvloot die vooral garnalen en haring gevangen. De meeste avonden zijn er visafslagen op de kades. Drie muurschilderingen aan de buitenkant van de plaatselijke school vieren de geschiedenis van de visindustrie in het plaatsje.